# South Wales Borderers Museum
South Wales Borderers Museum é um museu localizado em Brecon, no País de Gales, que comemora a história do Royal Welsh (um regimento de infantaria composto por vários batalhões de soldados britânicos). Entre os batalhões homenageados estão os Borderes que batalharam na guerra de 1879 da África do Sul, onde 150 soldados galeses lutaram contra 4000 zulus. O museu se assemelha a um quartel militar e foi construído em 1805. Sua coleção é composta de artefatos coletados a partir de uma variedade de fontes de todo o mundo e que exibem  300 anos de história do regimento.

## A coleção
O museu, que é sediado em The Barracks, Brecon, no Sul de Gales, afirma ter a melhor colocação de armas do que qualquer museu de regimento no Reino Unido. Sua coleção de armas mostra o desenvolvimento das armas dos soldados do século 18 até o presente.
A sala da medalha do museu contém cerca de três mil medalhas. O da Cruz Vitória no salão principal contém 16 réplicas que representam os originais. Estes não podem serem exibidos por serem muito valiosos. A maior atração do local é o Zulu War Room, que exibi as façanhas do 24º Regiment of Foot durante a Guerra Anglo-Zuli de 1879, famosa pelo filme Zulo de 1964. A rainha Victoria chamou o regimento de "O Nobra 24".

O museu tem um extenso arquivo que se relaciona com a Guerra Zulu de 1879. O acesso à coleção de arquivos está disponível para pesquisadores mediante a data marcada. O museu também conta com uma boa coleção de imagens, pinturas, tambores, munições, emblemas e uniformes.